# Filmografia de J. J. Abrams
Ao longo de sua carreira, o produtor, diretor cinematográfico e roteirista estadunidense J. J. Abrams produziu e dirigiu ou esteve envolvido na realização de alguns dos mais bem-sucedidos e destacados filmes das últimas duas décadas. Um realizador mais associado aos gêneros ficção científica e suspense, Abrams é conhecido por realizar bem avaliadas integrações entre os dois gêneros e explorando elementos cinematográficos de outros gêneros.
A carreira cinematográfica de Abrams teve início ainda em sua juventude como roteirista da comédia Taking Care of Business (1990). No mesmo período, Abrams foi responsável pelos roteiros dos dramas Regarding Henry (1991) e Forever Young (1992) e da comédia Gone Fishin' (1997), esta última estrelada pela dupla Joe Pesci e Danny Glover. No ano seguinte, Abrams trabalhou no roteiro principal da ficção científica Armageddon, sendo um filme de grande sucesso comercial e sua primeira incursão em criações do gênero. No fim da década de 1990, o então roteirista assumiu a direção e produção geral da série televisiva Felicity (1998-2002), exibida em quatro temporadas pela The WB.
Na década de 2000, após escrever o suspense Joy Ride (2001), Abrams investiu na produção e direção da série televisiva de suspense Lost (2004), que alcançou enorme sucesso comercial e de crítica. A série, inspirada no suspense Cast Away (estrelado por Tom Hanks) foi bem avaliada pela crítica especializada e acabou estendida por seis temporadas de 2004 a 2010. No mesmo período, Abrams teve sua estreia como diretor de cinema no ficção científica Mission: Impossible III - o terceiro lançamento e o primeiro envolvimento de Abrams com a bem-sucedida franquia Mission: Impossible - e dirigiu as séries televisivas The Office (2006) e Fringe (2008). No ano seguinte, Abrams assumiu a direção e produção geral da ficção científica Star Trek, um reboot da clássica franquia de ficção científica após exatos quarenta anos do lançamento do filme original. Abrams permaneceu no projeto  produzindo uma nova trilogia de filmes, completada com o lançamento de Star Trek Into Darkness (2013) e Star Trek Beyond (2016).
A década de 2010 de Abrams foi marcada pelo encerramento bem-sucedido da nova trilogia Star Trek (2009-2016) e sua contratação pela The Walt Disney Company para produzir e dirigir os filmes da nova trilogia de Star Wars. Abrams dirigiu e co-roteirizou Star Wars: The Force Awakens (2015), sendo a primeira vez em que um cineasta assumiu a produção nas duas franquias tradicionalmente rivalizadas.

## Filmografia

### Cinema
| Ano  | Filme                                | Papel   | Papel    | Papel      | Ref.   |
| Ano  | Filme                                | Diretor | Produtor | Roteirista | Ref.   |
| ---- | ------------------------------------ | ------- | -------- | ---------- | ------ |
| 1990 | Taking Care of Business              |         |          | Sim        |        |
| 1991 | Regarding Henry                      |         | Sim      | Sim        |        |
| 1992 | Forever Young                        |         | Sim      | Sim        |        |
| 1996 | The Pallbearer                       |         | Sim      |            |        |
| 1997 | Gone Fishin'                         |         |          | Sim        |        |
| 1998 | Armageddon                           |         |          | Sim        | [ 4 ]  |
| 1999 | The Suburbans                        |         | Sim      |            |        |
| 2001 | Joy Ride                             |         | Sim      | Sim        |        |
| 2006 | Mission: Impossible III              | Sim     | Sim      |            |        |
| 2008 | Cloverfield                          |         | Sim      | Sim        |        |
| 2009 | Star Trek                            | Sim     | Sim      |            | [ 8 ]  |
| 2010 | Morning Glory                        |         | Sim      |            |        |
| 2011 | Super 8                              | Sim     | Sim      | Sim        |        |
| 2011 | Mission: Impossible – Ghost Protocol |         | Sim      |            |        |
| 2013 | Wunderkind                           |         | Sim      |            |        |
| 2013 | Star Trek Into Darkness              | Sim     | Sim      |            |        |
| 2015 | Mission: Impossible – Rogue Nation   |         | Sim      |            |        |
| 2015 | Star Wars: The Force Awakens         | Sim     | Sim      | Sim        |        |
| 2016 | 10 Cloverfield Lane                  |         | Sim      | Sim        |        |
| 2016 | Star Trek Beyond                     |         | Sim      | Sim        | [ 12 ] |
| 2017 | Star Wars: The Last Jedi             |         | Sim      |            | [ 13 ] |
| 2018 | The Cloverfield Paradox              |         | Sim      |            |        |
| 2018 | Operation Overlord                   |         | Sim      |            |        |
| 2019 | Star Wars: The Rise of Skywalker     | Sim     | Sim      | Sim        |        |
| 2022 | Lou                                  |         | Sim      |            | [ 14 ] |

### Televisão
| Ano       | Filme              | Papel   | Papel    | Papel      | Ref.   |
| Ano       | Filme              | Diretor | Produtor | Roteirista | Ref.   |
| --------- | ------------------ | ------- | -------- | ---------- | ------ |
| 1998      | Felicity           | Sim     | Sim      | Sim        |        |
| 2001      | Alias              | Sim     | Sim      | Sim        |        |
| 2004      | Lost               | Sim     | Sim      | Sim        | [ 2 ]  |
| 2005      | The Office         | Sim     |          |            | [ 7 ]  |
| 2006      | What about Brian   |         | Sim      |            |        |
| 2006      | Six Degrees        |         | Sim      |            |        |
| 2008      | Fringe             |         | Sim      | Sim        |        |
| 2009      | Anatomy of Hope    | Sim     | Sim      |            |        |
| 2010      | Undercovers        | Sim     | Sim      | Sim        |        |
| 2011      | Alcatraz           |         | Sim      |            |        |
| 2011      | Person of Interest |         | Sim      |            |        |
| 2012      | Revolution         |         | Sim      |            |        |
| 2013-2014 | Almost Human       |         | Sim      |            |        |
| 2014      | Believe            |         | Sim      |            |        |
| 2016      | 11.22.63           |         | Sim      |            |        |
| 2016      | Roadies            |         | Sim      |            |        |
| 2016      | Westworld          |         | Sim      |            |        |
| 2018      | Castle Rock        |         | Sim      |            | [ 15 ] |